# 富田町 (弘前市)
富田町（とみたまち）は、青森県弘前市の町名。郵便番号は036-8173。2017年6月1日現在の人口は476人、世帯数は298世帯。

## 地理
松森町の南端部、北部東側から南西の中野・文京町に至る道筋の町。

## 歴史
城郭の南郊に位置する富田村の一部であったが、松森町から南の取上・堀越地区を経由していた参勤路が、小栗山村経由に変更されたことを契機として成立。もと富田村の村域であったため、富田新町とも呼ばれていた。町の状況は当時の「国誌」によれば、明治初年、町は半農半工だったが、同30年、旧富田村に第8師団設置の影響を受け、住宅地・職人町に推移。

### 沿革
- 江戸期 - 弘前城下の一町。
- 明治初年～明治22年 - 弘前を冠称。
- 1899年（明治22年） - 弘前市に所属。
- 1956年（昭和31年） - 一部が大富町・文京町・富野町・富田三丁目になる。
- 1968年（昭和43年） - 一部が豊原一～二丁目・北園一丁目・南富田町になる。
- 1983年（昭和58年） - 一部が南大町二丁目になる。

### 枡形
文京町・中野に接する富田町の南端が、かつて富田町枡形と言われていた。その名の通り、昔枡形に塀が築かれ、富田町から小栗山に行く際検閲所であったとされる。角を二重に設けていたともあり、これらは城下町において見られる特徴。現在は道路・交差点の形状に、わずかにかつての枡形の名残を残す感じで、住所に枡形は見られず、その名前のみがわずかに交番、バス停留所、弘前東消防署の分署、町会名（富田町枡形町会）として使われる。

## 施設

### 教育
- 弘前市立第三大成小学校

### 医療
- アオイ薬局
- 菊池外科内科医院
- やぎはしファミリー歯科

### 福祉
- 富田デイサービスセンター

### 金融
- 青森みちのく銀行松森町支店
- 東奥信用金庫富田支店

### 商業
- 小野印刷所
- 弘南ドライ
- 三勝屋燃料センター

## 小・中学校の学区
市立小・中学校に通う場合、学区は以下の通りとなる。
| 町丁   | 番・番地 | 小学校                 | 中学校             |
| ------ | -------- | ---------------------- | ------------------ |
| 富田町 | 全域     | 弘前市立第三大成小学校 | 弘前市立第三中学校 |

## 交通
- 弘南バス

松森町角、大富町入口、富田町（弘前駅 - 座頭石線、他）停留所。